# 朱永棠
朱永棠（Jason Chu，1968年4月16日—），香港歌手、演员。與謝天華及陈小春組成跳舞組合風火海，風火海只維持了一段時間便解散。以《古惑仔》系列及长相酷似Beyond主唱黄家驹最为人熟悉，在其中饰演巢皮以及蕉皮。

## 個人
畢業於香港演藝學院。其兄為香港著名經紀人朱永龍，弟弟朱永恆及弟婦梁碧芝皆曾為藝人。而前女友張柏芝的出道，也是由朱永棠介紹給阿哥朱永龍的。
近年，朱永棠基本淡出娛樂圈，在香港經營著美容行業生意，與譚凱欣婚後長居台灣，育有兩名女兒。譚凱欣胞妹譚凱琪為歌手。 2006年，朱永棠曾經擔任譚凱琪的經理人。
2010年2月14日，於拉斯維加斯參加好友陳小春與應采兒的婚禮，並透露送“金麥克風”作賀禮。

## 作品

### 电影
1995年
- 尖东双虎 飾 小賓
- 流氓医生
- 断刀客

1996年
- 人细鬼大 飾 Janson
- 古惑仔之人在江湖 飾 包達明／巢皮
- 古惑仔2之猛龍過江 飾 蕉皮
- 古惑仔3之只手遮天 飾 蕉皮
- 飞虎雄心2傲气比天高
- 大三元

1997年
- 阴阳路
- 97古惑仔之战无不胜 飾 蕉皮
- 精装难兄难弟
- 对不起，多谢你

1998年
- 98古惑仔之龙争虎斗 飾 蕉皮
- 古惑仔情义篇之洪兴十三妹 飾 蕉皮
- 烈火青春
- 風雲：雄霸天下 飾 独孤鸣

1999年
- 真心话
- 网上怪谈之凶灵对话

2000年
- 勝者為王 飾 杀手
- 友情岁月山鸡故事 飾 蕉皮
- 情陷百乐门
- 无法无天
- 辣妹天使
- 缘份的世纪 飾 陆文华

2002年
- 当男人变成女人

2003年
- 赤裸天使
- 江湖篇之大佬 飾 趙志龍
- 给他们一个机会
- 江湖篇之金牌打手 飾 趙志龍
- 两个独立包装的女人

2004年
- 惊心动魄

2005年
- 飘移凶间
- 美丽酒吧

2013年
微电影 《夜店北京2 女神本色》 饰演蕉爷
2015年
电影 《无法证明》
2021年
- 再戰江湖 飾 南
- 反飆車行動 飾 何紹城（何sir）

### 电視劇（無綫電視）

#### 1994年
- 女人周记II 之“恋曲三弄”

#### 2001年
- 陀槍師姐III 飾
- 廉政追擊
- 勇往直前

### 专辑(风火海)
- 《风火海》 1994年11月　滚石

1. 热身
2. Shake Shake Shake
3. 爱症状
4. 爱情风火海
5. 眈天望地
6. 午夜暴潮 - 谢天华
7. 快快快粉碎寂寞（电影《金枝玉叶》插曲）
8. 风震火撼海（电影《金枝玉叶》插曲）
9. 他有自由 - 谢天华（电影《等爱的女人》插曲）
10. 爱你太深 - 陈小春
11. 下一世纪（CASH流行曲创作大赛亚军）
12. 交易广场
13. 爱情风火海（Instrumental）

- 《欢乐世界》 1995-1-1 滚石

1. 信得边个
2. 我爱你 - 陈小春
3. 欢乐世界大套餐
4. 自言自语 - 谢天华
5. 每秒都只爱你 - 朱永棠
6. 偷
7. Day Day 小鸟
8. 霹雳啪嘞踢踢踢（95街霸足球挑战杯主题曲）
9. 仍然
10. 一丝不挂
11. 今日男人态度

## 外部連結
- 朱永棠在互联网电影资料库（IMDb）上的資料（英文）（英文）
- 在AllMovie上朱永棠的頁面（英文）
- 朱永棠在香港影庫上的簡介
- 朱永棠的新浪微博
- 朱永棠在豆瓣上的资料（简体中文）
- 朱永棠在时光网上的簡介（简体中文）